# Giuseppe Carlucci
Giuseppe Carlucci (1710 ca. – 1790) è stato un astronomo e religioso italiano.
Fu uno dei primi insegnanti dell'Università degli Studi di Altamura (1747-1812).

## Vita
Giuseppe Carlucci nacque nel 1710 ca., probabilmente in Altamura, dal momento che alcuni suoi contemporanei affermano che fosse altamurano. Fu primicerio della Cattedrale di Altamura nonché uno dei primi insegnanti dell'Università degli Studi di Altamura (1747-1812) e, nel 1749, andò a coprire, per primo, la cattedra di filosofia e matematica. Fu descritto come un professore "di somma giustizia, probità e umanità". Luca de Samuele Cagnazzi, nella sua autobiografia, lo ricorda come di mentalità aperta, che "odiava la superstizione che si promuoveva da sciocchi preti". Aveva studiato, inoltre, da autodidatta, le scienze matematiche e filosofiche, dal momento che all'epoca vi era "poca propensione per queste scienze".
Marcello Papiniano Cusani, rettore della neonata Università degli Studi di Altamura, aveva il compito di proporre dei nomi di validi professori alla Corte di Napoli i quali dovevano essere sia preparati, sia moralmente irreprensibili. Come dimostrazione delle sue competenze scientifiche, Giuseppe Carlucci scrisse un trattato in cui dimostrava la certezza del moto della Terra, confutando le credenze e le opposizioni dell'epoca. L'opera gli valse l'ammirazione di molti di quel periodo e, in particolare, del Cappellano Maggiore di Napoli, monsignor Celestino Galiani il quale apprezzò molto il suo trattato in una sua lettera datata 30 novembre 1748:
(monsignor Celestino Galiani)
In quest'opera, Carlucci dimostrò un non comune livello di preparazione, e di essere molto aggiornato sugli autori e sugli sviluppi scientifici contemporanei, in primis sulle diatribe interpretative dei Principia di Isaac Newton nell'Inghilterra di quel periodo. nel febbraio 1749, a Carlucci fu pertanto assegnata la cattedra di "Filosofia e Geometria" presso l'Università degli studi di Altamura, cattedra che conservò fino al 1787. Carlucci morì nel 1790 circa, probabilmente ad Altamura, e fu sostituito come insegnante dell'università dal suo allievo e assistente Luca de Samuele Cagnazzi.
Era socio dell'Accademia dei Venturieri di Monopoli e, durante le riunioni così come a lezione, cercava sempre di spiegare che dietro fenomeni apparentemente "soprannaturali" vi erano spesso fenomeni naturali spiegabili scientificamente; un esempio ne erano i "fantasmi" che uscivano dalle tombe, che altro non erano che i miasmi dei corpi in decomposizione.

## IlRagionamento filosofico
L'unica opera che finora si può attribuire a Giuseppe Carlucci è il Ragionamento filosofico intorno al moto della Terra, scritto e diffuso nel 1748, ma pubblicato solo nel 1766 e in forma anonima. La forma anonima era forse legata al fatto che Giuseppe Carlucci era un uomo di chiesa e pertanto non era cauto prendere posizioni ufficiali. Inoltre la studiosa Barbara Raucci ipotizza che il trattato non sarebbe stato pubblicato se Giuseppe Carlucci non avesse conosciuto, nell'Accademia dei Venturieri di Monopoli, Emmanuele Mola, il quale poi decise di divulgarlo per istruire coloro che non avevano nozioni di astronomia e matematica e per deliziare coloro che invece erano istruiti. Nella prefazione di Emmanuele Mola, pubblicata insieme all'opera di Carlucci, si afferma che l'autore è ignoto, mentre nella parte finale della stessa prefazione si afferma che:
(Prefazione di Emmanuele Mola al Ragionamento filosofico intorno al moto della Terra (1766))
L'opera di Carlucci consiste in sostanza di due parti; nella prima parte vengono esposte le teorie di Copernico e Isaac Newton, mentre nella seconda parte confuta le tesi difensive dei difensori del sistema geocentrico sia attraverso ragionamenti scientifici che teologici. Nell'opera, l'autore dimostra di conoscere i recenti sviluppi della scienza europea e le più moderne teorie e interpretazioni, tra cui le teorie di William Whiston e James Bradley e il panteismo di Baruch Spinoza.
Da un punto di vista teologico, la difesa del sistema eliocentrico prende le mosse da una serie di ragionamenti molto utilizzati dagli scienziati illuminati e risalente a Galileo Galilei, e cioè che le Sacre Scritture erano state scritte per diffondere valori morali e per poter essere comprese dalla "vulgare e rozza gente", non già per esporre verità scientifiche. Inoltre, egli affermava che, per la Chiesa, il negare la validità del sistema eliocentrico avrebbe provocato lo scherno e la derisione dei miscredenti, i quali avrebbero messo "in burla gl'ispirati Autori, i Padri e i Sacri Ministri della Chiesa Romana", come già (stando a quanto scritto da Giuseppe Carlucci) avrebbero fatto autori come Baruch Spinoza.

### La massoneria

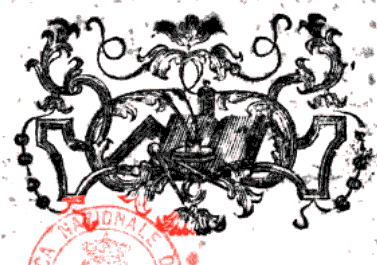
La decorazione sul frontespizio

Il frontespizio dell'opera di Giuseppe Carlucci risulta non particolarmente decorato. È presente una sola decorazione, nella quale sono ravvisabili un libro, un compasso, una squadra, un lume e un calamaio. La studiosa Barbara Raucci ha ipotizzato che la decorazione in questione sarebbe in realtà un simbolo della massoneria, e che Giuseppe Carlucci (o chi al posto suo ha pubblicato il libro) potesse aver fatto parte di una società segreta. Possibile è anche che nella città di Altamura ci fosse già a metà del Settecento una loggia massonica.

## Ulteriori informazioni fornite da Cagnazzi
Lo scienziato Luca de Samuele Cagnazzi (1764-1852), suo allievo presso l'Università degli Studi di Altamura, fornì una fervida descrizione del carattere di Giuseppe Carlucci. In particolare, all'interno del manoscritto Notizie varie di Altamura. Raccolte e scritte da me, Luca de Samuele Cagnazzi l'anno 1839, conservato presso l'Archivio Biblioteca Museo Civico di Altamura, così descrive il suo insegnante:
(Notizie varie di Altamura. Raccolte e scritte da me, Luca de Samuele Cagnazzi l'anno 1839, Fondo "Museo Civico" dell'ABMC di Altamura, fasc. 344, cc. 93-95; 102-103)
Nel libro La mia vita (l'autobiografia di Cagnazzi), sono riportate ulteriori informazioni su Giuseppe Carlucci:
(lamiavita-1944 di Luca de Samuele Cagnazzi, pp. 12-13)

## Carriera
- Professore presso l'Università degli Studi di Altamura (febbraio 1749-1787) - sostituito alla morte da Luca de Samuele Cagnazzi[11][20][21]
- Socio dell'Accademia dei Venturieri di Monopoli, con il nome di "il Grave".[13][22]

## Opere
- Giuseppe Carlucci, Ragionamento filosofico intorno al moto della Terra, Napoli, Vincenzo Flauto, 1766. (risalente al 1748, ma pubblicato nel 1766 in forma anonima)[1][23][24][25]